# NEC Nijmegen
Nijmegen Eendracht Combinatie (wym. [ˈnɛi̯.ˌmeː.ɣə(n) ˈeːn.ˌdrɑxt ˈkom.bɪ.ˌnaː.(t)si]) lub w skrócie NEC (wym. [ˈɛn ˈeː ˈseː]) – holenderski klub piłkarski, z siedzibą w mieście Nijmegen założony w 1900 roku, grający obecnie w Eredivisie. W 2021 roku po barażach klub wrócił do Eredivisie po 4 latach przerwy. W przeszłości grali tam m.in. Andrzej Niedzielan, Arkadiusz Radomski i Wojciech Golla.

## Sukcesy
- Finalista Pucharu Holandii: (5) 1974 (NEC-NAC 0:2), 1983 (NEC-AFC Ajax 1:3 i 3:1), 1994 (NEC-Feyenoord 1:2), 2000 (NEC-Roda JC Kerkrade 0:2), 2024 (NEC-Feyenoord 0:1)

### Statystyki
- Liczba sezonów spędzonych w Eredivisie: 26 z 46
- Mistrzostwo Holandii: 0
- Najwyższe miejsce w Eredivisie: 5 (2002/2003)
- Najwyższe zwycięstwo (Eredivisie): NEC – NOAD 9:1 (1963/1964)
- Najwyższa porażka (Eredivisie): AFC Ajax – NEC 9:1 (1967/1968)
- Najwięcej rozegranych meczów : Sije Visser – 343
- Najskuteczniejszy piłkarz: Frans Janssen – 54 gole

## Obecny skład
| Nr | Poz. | Piłkarz                                      |
| -- | ---- | -------------------------------------------- |
| 1  | BR   | Oliver Zelenika                              |
| 2  | OB   | Guus Joppen                                  |
| 3  | OB   | Rens van Eijden (kapitan)                    |
| 4  | OB   | Josef Kvída                                  |
| 6  | PO   | Tom Overtoom                                 |
| 7  | PO   | Jordy Bruijn (wypożyczony z sc Heerenveen)   |
| 8  | PO   | Joey van den Berg (wypożyczony z Reading FC) |
| 9  | NA   | Ferdy Druijf (wypożyczony z AZ Alkmaar)      |
| 10 | NA   | Anass Achahbar (wypożyczony z PEC Zwolle)    |
| 11 | NA   | Randy Wolters                                |
| 12 | PO   | Mart Dijkstra                                |
| 15 | OB   | Niek Hoogveld                                |

| Nr | Poz. | Piłkarz                  |
| -- | ---- | ------------------------ |
| 17 | NA   | Ole Romeny               |
| 20 | PO   | Paolo Sabak              |
| 21 | OB   | Leroy Labylle            |
| 22 | BR   | Norbert Alblas           |
| 23 | BR   | Marco van Duin           |
| 30 | OB   | Frank Sturing            |
| 31 | BR   | Mattijs Branderhorst     |
| 34 | OB   | Terry Lartey-Sanniez     |
| 44 | OB   | Mathias Bossaerts        |
| 49 | NA   | Morad El Haddouti        |
| 71 | NA   | Mike Trésor Ndayishimiye |
| 77 | NA   | Jonathan Okita           |

### Piłkarze wypożyczeni
| Nr | Poz. | Piłkarz                                        |
| -- | ---- | ---------------------------------------------- |
|    | NA   | Brahim Darri (wypożyczony do FC Den Bosch)     |
|    | NA   | Sven Braken (wypożyczony do FC Emmen)          |
|    | NA   | Ragnar Oratmangoen (wypożyczony do TOP Oss)    |
|    | NA   | Lowie van Zundert (wypożyczony do De Treffers) |

## Europejskie puchary
Legenda do wszystkich tabel:
- Q – runda eliminacyjna, 1/16, 1/8, 1/4, 1/2 – odpowiednia faza rozgrywek, Grupa – runda grupowa, 1r gr – pierwsza runda grupowa, 2r gr – druga runda grupowa, F – finał, R – runda, PO – play-off
- k. – rzuty karne, los. – losowanie, Dogr. – dogrywka, w. – zasada bramek strzelonych na wyjeździe

| Sezon   | Rozgrywki                 | Runda   | Przeciwnik        | Dom | Wyjazd | Ogólnie    |
| ------- | ------------------------- | ------- | ----------------- | --- | ------ | ---------- |
| 1983/84 | Puchar Zdobywców Pucharów | 1R      | Brann             | 1–1 | 1–0    | 2–1        |
| 1983/84 | Puchar Zdobywców Pucharów | 1/8     | FC Barcelona      | 2–3 | 0–2    | 2–5        |
| 2003/04 | Puchar UEFA               | 1R      | Wisła Kraków      | 1–2 | 1–2    | 2–4        |
| 2004    | Puchar Intertoto          | 2R      | Cork City         | 0–0 | 0–1    | 0–1        |
| 2008/09 | Puchar UEFA               | 1R      | Dinamo Bukareszt  | 1–0 | 0–0    | 1–0        |
| 2008/09 | Puchar UEFA               | Grupa D | Dinamo Zagrzeb    |     | 2–3    | 3. miejsce |
| 2008/09 | Puchar UEFA               | Grupa D | Tottenham Hotspur | 0–1 |        | 3. miejsce |
| 2008/09 | Puchar UEFA               | Grupa D | Spartak Moskwa    |     | 2–1    | 3. miejsce |
| 2008/09 | Puchar UEFA               | Grupa D | Udinese Calcio    | 2–0 |        | 3. miejsce |
| 2008/09 | Puchar UEFA               | 1/16    | Hamburger SV      | 0–3 | 0–1    | 0–4        |